# Lothar Stäber
Lothar Stäber (Erfurt, Turíngia, 1 d'abril de 1936) és un ciclista alemany, ja retirat, que va córrer a finals dels anys 50 i principis dels 60 del segle xx.
El 1960 va prendre part en els Jocs Olímpics d'Estiu de Roma, on guanyà la medalla de plata en la prova de tàndem del programa de ciclisme. Va fer parella amb Jürgen Simon.
En el seu palmarès també destaquen cinc campionats nacionals, de velocitat, persecució per equips i tàndem.

## Palmarès
- 1957
  - Campió de la RDA de velocitat amateur
  - Campió de la RDA de tàndem amateur (amb Rolf Nitzsche)
- 1958
  - Campió de la RDA de velocitat amateur
- 1959
  - Campió de la RDA de persecució per equips amateur (amb Rolf Nitzsche, Peter Gröning i Manfred Klieme)
- 1960
  -  Medalla de plata als Jocs Olímpics de Roma en tàndem
- 1961
  - Campió de la RDA de tàndem amateur